# 阿济木亚
阿济木亚（Azimua）是一位苏美尔神话中的女神，是降生来为恩基医治疾病的八大神之一。她是宁吉什济达（Ningishzida）的妻子，也是冥界中的书写女神。她可能还有另外一个名字“尼娜济木亚”（Ninazimua）。 